# El umbral de la noche
El umbral de la noche (Night Shift en su versión original) es el título del cuarto libro publicado por el escritor de terror estadounidense Stephen King en el año de 1978. Se trata de su primera compilación de relatos cortos. El libro es considerado por muchos como el mejor libro de relatos cortos escrito por Stephen King, pues cinco de esos relatos se han llevado al cine, además de que algunos otros han servido como prefacio para libros posteriores.
El libro contiene veinte relatos, dieciséis considerados en el género de Terror/Ficción. Los restantes (La primavera de fresa, La cornisa, El último peldaño de la escalera y La mujer de la habitación) son relatos más emocionales o dramáticos, pero no por ello, menos interesantes.

## Historias

### Los misterios del gusano
(Jerusalem's Lot) Relato en forma de diarios y escritos muy similar a Drácula de Bram Stoker, donde conocemos la historia solo a través de los escritos dejados por los personajes. Relata la historia de un hombre en el siglo XIX, que se muda a una casa heredada, solo para darse cuenta de que la gente le teme a dicha casa y de que cosas horribles rondan alrededor y dentro de ella. Poco a poco descubre que esas "cosas" fueron provocadas por sus propios antepasados que habitaron en la casa y deberá terminar con ellas. Este relato está muy influenciado por las historias de los Mitos de Cthulhu de H. P. Lovecraft e incluso, menciona criaturas y libros de las historias de dicho autor.

### El último turno
(Graveyard Shift) Cuando un grupo de empleados de una fábrica de materiales es enviado a las bodegas inferiores del edificio para hacer una limpieza exhaustiva, comienzan a tener problemas con los ratones, los cuales se vuelven más y más extraños conforme van descendiendo a lo más bajo del lugar.

### Marejada nocturna
(Night Surf) "Marejada nocturna" es una historia corta, la cual cuenta cómo unos jóvenes que están en la playa se encuentran a una persona que tuvo un accidente de coche. Ellos deciden cogerlo. Uno de ellos propone quemarlo, en principio como broma, pero finalmente llevan a cabo el acto. Tras este incidente, la historia narra cómo uno de ellos contrae un virus que, al parecer, ha matado a todo el mundo y que lo hacen llamar A6. Uno de los personajes principales creía que había contraído el virus A2, el cual, según parece, evolucionó a A6. Creyeron que al contraer el virus A2 eran inmunes e investigan si el que tenía el A6, o había mentido acerca de haber contraído el A2, o no por contraer el A2, las personas eran inmunes al A6. Es un relato que da a creer que se trata de una crónica similar a los acontecimientos de Apocalipsis.

### Soy la puerta
(I Am the Doorway) Un exastronauta cuenta una historia sobre cómo, en un viaje al espacio, sufrió un pequeño accidente del cual no recuerda bien los detalles. Ya en la Tierra se da cuenta de que unos extraterrestres le espían mediante unos pequeños ojos que le han salido en las puntas de los dedos. Tras el pánico inicial se venda las manos, pero ello no calma su horror y decide quemarse las manos en su chimenea. El relato acaba con él escribiendo una nota de suicidio, diciendo que le ha salido un círculo perfecto de doce ojos en el pecho.

### La trituradora
(The Mangler) La historia habla acerca de una máquina de planchar en una lavandería que, tras un accidente, "prueba" la sangre humana, especialmente la de una joven, lo que la hará convertirse en un monstruo. De esa forma, la máquina comienza a matar para saciar su sed de sangre.

### El Coco
(The Boogeyman) Es una historia acerca de un personaje que se encuentra en el consultorio psicológico explicando al doctor cómo había matado a sus tres hijos sin tan siquiera tocarlos. "El coco se los llevó", afirma.  El coco siempre fue una historia que inventaron los padres para asustar a sus hijos, consiguiendo que los niños hicieran caso. Eso creía hasta que su hijo, de apenas dos años, se paró en la cuna llorando y sus primeras palabras fueron "el coco, papá, el Coco. Ayúdame". Este hecho se repitió en los días siguientes, y el Coco no lo abandonó nunca, provocando la salida de un olor putrefacto y húmedo del armario. Aunque éste sólo tenía una rendija abierta, eso era todo lo que el Coco necesitaba; sólo una rendija...

### Materia gris
(Gray Matter) Un hombre, tras beber una lata de cerveza con una misteriosa sustancia gris en el bote, empieza a sufrir una horrible mutación, trasformándose en una horrible masa viscosa.

### Campo de batalla
(Battleground) Un asesino a sueldo realiza un trabajo y, al llegar a su casa, recibe un regalo muy especial: una caja de soldaditos de plomo. Enseguida los soldados cobran vida e intentan asesinarlo. Fue el único relato de este libro incluido en la serie "Nightmares & Dreamscapes".

### Camiones
(Trucks) Las máquinas han cobrado vida. Un grupo de camiones amenazan una gasolinera en donde los supervivientes quedan atrapados y no pueden huir. 

### A veces vuelven
(Sometimes They Come Back) Un profesor llega a una nueva escuela y empiezan a llegarle alumnos nuevos a los que inmediatamente reconoce como los que veinte años atrás asesinaron a su hermano.

### La primavera de fresa
(Strawberry Spring) Un estudiante universitario rememora extraños asesinatos acaecidos durante su tiempo de estancia en una universidad de Nueva Inglaterra. Mientras recuerda, intenta develar la identidad del asesino, a quien se conocía por el nombre de Jack Piesligeros.

### La cornisa
(The Ledge) La mujer de un mafioso lo engaña con otro hombre. Una noche en la que el amante de la mujer del gánster va al departamento de éste para hablar, se le revela que, mientras están conversando, uno de sus hombres ha estado poniendo un alijo de bolsas de cocaína en el maletero de su coche, y que va a llamar a la policía a menos que cumpla con un desafío: tiene que dar la vuelta a todo el edificio caminando sobre la cornisa, a más de 200 metros de altura. Este relato se encuentra en la película El ojo del gato.

### El hombre de la cortadora de césped
(The Lawnmower Man) Después de un accidente con su cortadora de césped, Harold Parkette deja que el pasto en su jardín crezca y crezca. Cuando la situación se torna un poco incómoda, Harold llama a una empresa dedicada a cortar césped: la Casa Pastoral de Servicios de Jardinería y Exteriores. En su pórtico aparece un hombre obeso junto con su máquina cortadora. Su forma de hacer el trabajo es excéntrica, pero efectiva.

### Basta S.A.
(Quitters, Inc.) Un hombre acude a Basta S.A, una empresa dedicada a ayudar a los fumadores que quieren dejar el vicio. Pronto descubre que tienen métodos tan extraños como efectivos. Este relato se encuentra en la película El ojo del gato.

### Sé lo que necesitas
(I Know What You Need) Elizabeth es una chica como otra cualquiera. Va a la universidad, vive con una compañera y tiene un novio. Pero el encuentro con Ed Hamner en la universidad, mientras estudiaba, lo cambiará todo. "Sé lo que necesitas", así se le presentó Ed a Elizabeth. Según se va desarrollando la historia, van sucediendo acontecimientos inesperados en torno a Elizabeth que, por muy loca que parezca la idea, pueden estar relacionados con Ed Hamner y una supuesta habilidad para hacer sentirse bien. Porque, según el propio Ed, él sabía lo que Elizabeth necesita. ¿O tal vez no?

### Los chicos del maíz
(Children of the Corn) Un hombre y su esposa conducen en una carretera rodeada de maizales que, extrañamente, no parecen tener fin. Mientras discuten entre ellos sobre quién tiene la culpa de que llegaran allí, algo salta de entre los maizales y lo atropellan accidentalmente. Tras comprobar con horror que es un joven y que está muerto, lo esconden en el maletero y conducen hasta el pueblo más cercano. Al llegar, descubren que el pueblo no sólo está descuidado y sucio, sino también desierto. O eso es lo que parece.

### El último peldaño de la escalera
(The Last Rung of the Ladder) Un exitoso pero triste abogado revive un episodio de su infancia campesina después de recibir una carta de su hermana Kitty.

### El hombre que amaba las flores
(The Man Who Loved Flowes) Un joven compra un ramo de rosas para su amada Norma, mientras un loco anda suelto matando mujeres con un martillo.

### Un trago de despedida
(One for the Road) Una noche de invierno, en un bar, varios parroquianos mantienen sus charlas habituales. Cuando están a punto de cerrar, un hombre muy alarmado entra pidiendo ayuda: su coche ha quedado atrapado por la nieve en la carretera que conduce a Jerusalem's Lot (o Salem's lot), un pueblo "aparentemente" abandonado. Lo que sobrecoge a esos parroquianos es que la mujer y la hija del conductor han quedado en el interior del vehículo. Inmediatamente se ponen en marcha, aunque quizá cuando lleguen sea tarde. Este pueblo, Jerusalem's Lot, también apareció en la novela de King El misterio de Salem's lot.

### La mujer de la habitación
(The Woman in the Room) Kevin acude a visitar a su madre recién operada al hospital. Siente un gran dolor en todo el cuerpo, y él tendrá que tomar una importante decisión que afectará a la vida de ambos.